# Trutnov (distrikt)
Trutnov (tjeckiska: Okres Trutnov) är ett distrikt i Hradec Králové i Tjeckien. Centralort är Trutnov.

## Komplett lista över städer och byar
- Trutnov
- Batňovice
- Bernartice
- Bílá Třemešná
- Bílé Poličany
- Borovnice
- Borovnička
- Čermná
- Černý Důl
- Chotěvice
- Choustníkovo Hradiště
- Chvaleč
- Dolní Branná
- Dolní Brusnice
- Dolní Dvůr
- Dolní Kalná
- Dolní Lánov
- Dolní Olešnice
- Doubravice
- Dubenec
- Dvůr Králové nad Labem
- Hajnice
- Havlovice
- Horní Brusnice
- Horní Kalná
- Horní Maršov
- Horní Olešnice
- Hostinné
- Hřibojedy
- Janské Lázně
- Jívka
- Klášterská Lhota
- Kocbeře
- Kohoutov
- Královec
- Kuks
- Kunčice nad Labem
- Lampertice
- Lánov
- Lanžov
- Libňatov
- Libotov
- Litíč
- Malá Úpa
- Malé Svatoňovice
- Maršov u Úpice
- Mladé Buky
- Mostek
- Nemojov
- Pec pod Sněžkou
- Pilníkov
- Prosečné
- Radvanice
- Rtyně v Podkrkonoší
- Rudník
- Stanovice
- Staré Buky
- Strážné
- Suchovršice
- Svoboda nad Úpou
- Špindlerův Mlýn
- Trotina
- Třebihošť
- Úpice
- Velké Svatoňovice
- Velký Vřešťov
- Vilantice
- Vítězná
- Vlčice
- Vlčkovice v Podkrkonoší
- Vrchlabí
- Zábřezí-Řečice
- Zdobín
- Zlatá Olešnice
- Žacléř